# 1-во основно училище „Христо Смирненски“ (Провадия)
1-во основно училище „Христо Смирненски“ е основно училище в град Провадия, област Варна. То е основано през 1848 г. Патрон на училището е Христо Смирненски. Разположено е на адрес: ул. „Св. св. Кирил и Методий“ № 82а. Учебното заведение се състои от 17 модерно обзаведени стаи, библиотека, специализирани кабинети по: български език и литература, химия, физика, математика, география, биология, история, география, руски език, английски език, музика, два физкултурни салона, спортна площадка. Има и специално открит кабинет за подготвителна група. Към 2024 г. директор на училището е Мария Капричева-Талер.